# Kleine vale vleermuis
De kleine vale vleermuis (Myotis blythii synoniem: Myotis oxygnathus) is een vleermuis uit de familie der gladneuzen (Vespertilionidae). Hij is nauw verwant aan de vale vleermuis, en de op-één-na-grootste soort van het geslacht Myotis. Waarschijnlijk splitsten de twee soorten zo'n 2,5 miljoen jaar geleden. De wetenschappelijke naam van de soort werd voor het eerst geldig gepubliceerd door Tomes in 1857.

## Beschrijving
De kleine vale vleermuis lijkt qua uiterlijk veel op de vale vleermuis. Hij is echter kleiner en de snuit is een stuk smaller. Ook de oren zijn smaller. De kleine vale vleermuis heeft een bruingrijze vacht, met een grijswitte onderzijde. De meeste kleine vale vleermuizen uit Zwitserland hebben een lichte vlek tussen de oren. De kleine vale vleermuis wordt 59 tot 74 millimeter lang, de staart is 46 tot 60 millimeter lang en de spanwijdte is 300 tot 400 millimeter. Kleine vale vleermuizen wegen 15 tot 28 gram.

## Leefgebied en verspreiding
De kleine vale vleermuis komt vooral voor in warmere streken met begroeiing van bomen en struiken. Hij wordt aangetroffen in karstgebieden en droge steppen, maar ook in parken en steden, tot op 1000 meter hoogte. Hij komt voor in Zuid-Europa en het Middellandse Zeegebied (van Portugal tot Oekraïne, niet aangetroffen ten noorden van de Alpen), Turkije en Centraal-Azië tot China en Mongolië.

## Gedrag
Door zijn formaat is hij in begrensde gebieden wendbaarder dan de vale vleermuis. De kleine vale vleermuis is een trage vlieger. Laat in de avond en 's nachts komt hij tevoorschijn. Hij jaagt vooral op sabelsprinkhanen, meikevers en motten, die hij waarschijnlijk zowel in de lucht als van de grond grijpt, maar vooral van de vegetatie plukt. Ook eet hij rupsen en bidsprinkhanen.
Kraamkolonies bevinden zich in warme grotten en zolders, een enkele keer in een boomholte. De kraamkolonies worden vaak gedeeld met hoefijzerneuzen, vale vleermuis en langvleugelvleermuis en kunnen zo'n vijfduizend dieren bevatten. Hij overwintert in grotten en mijngangen. De paartijd begint in de herfst. De kleine vale vleermuis krijgt één jong. Het dier kan dertig jaar oud worden, maar wordt gemiddeld een jaar of drie.

## Ondersoorten
Er zijn vier ondersoorten:
- Myotis blythii blythii - Centraal-Azië
- Myotis blythii omari - Oost-Turkije tot Iran en de Kaukasus
- Myotis blythii oxygnathus - Zuid-Europa, West-Turkije
- Myotis blythii punicus - Feltens vleermuis; Noord-Afrika, wordt vaak als aparte soort beschouwd